# 甘高镇区
甘高鎮為緬甸馬圭省甘高縣的鎮區。2014年人口133,295人，區域面積2,473.5平方公里。該鎮下分65個村莊。甘高為該鎮之首府。